# Japonesismo
Se denomina japonesismo a una palabra nueva o neologismo proveniente del idioma japonés y usada en otro idioma, más o menos adaptada.
Algunos de estos vocablos son bastante antiguos en español, como por ejemplo bonzo o 'catana', que se encuentran en Triunfo de la fe en los reinos del Japón (1618), de Lope de Vega. Por lo general, la adaptación de palabras del japonés es cómoda en la lengua española porque existe una fonética muy parecida en ambas lenguas (las mismas cinco vocales, por ejemplo), a pesar de diferencias muy importantes en otros aspectos relacionados con la gramática y la morfología.

## Palabras japonesas en español
Ejemplos de japonesismos en el idioma español son:
- Aikido (de aikidō, de ai 'juntos', ki 'espíritu' y dō 'camino')
- Anime (anime)
- Bento (bentō)
- Biombo (del japonés dialectal byōmbu, variante del japonés byōbu, y este de byō 'protección' y bu 'viento')
- Bonsái (de bonsai, y este de bon 'bandeja' y sai 'planta')
- Bonzo (del japonés dialectal bonzu, variante del japonés bōzu)
- Bushido (voz japonesa, y esta de bushi 'guerrero' y dō 'camino')
- Caqui, kaki (kaki; referido al árbol de la familia de las ebenáceas o a su fruto)
- Catana (de katana, y este de kata 'lado' y na 'filo')
- Daimio (daimyō)
- Dan (dan 'escalón')
- Dojo (dōjō)
- Edamame (edamame)
- Emoji (de emoji, y este de e 'dibujo' y moji 'carácter, signo de escritura')
- Fugu (fugu)
- Futón (futon)
- Geisha (voz inglesa, y esta del japonés geisha, de gei 'arte' y sha 'persona', 'hacedor')
- Go (go)
- Haikai, hai-kai (del inglés haikai, y este del japonés haikai)
- Haiku, haikú (del inglés haiku, y este del japonés haiku)
- Harakiri, haraquiri (del japonés coloquial harakiri, de hara 'vientre' y kiri 'corte')
- Hentai (hentai)
- Ikebana (de ikebana, y este de ike, de la raíz de ikeru 'dar vida', 'arreglar', y -bana, variante de hana 'flor')
- Jiu-jitsu (voz inglesa, y esta del japonés jūjutsu, de jū 'amable', 'discreto' y jutsu 'pericia, destreza')
- Kabuki (de kabuki, y este de ka 'canción', bu 'danza' y ki 'arte, habilidad')
- Kamikaze (de kamikaze, y este de kami 'divinidad, dios' y kaze 'viento')
- Kana (kana)
- Kanji (kanji)
- Karaoke (de karaoke, de kara 'vacío' y oke, acortamiento de ōkesutora 'orquesta')
- Kárate, karate (de karate, y este de kara 'vacío' y te 'mano')
- Karateca (de karateka, y este de karate 'kárate' y ka 'practicante, especialista')
- Kawaii (kawaii)
- Kendo (de kendo, de ken 'espada' y dō 'camino')
- Kimono, quimono (del japonés kimono, y este de ki, de la raíz de kiru 'vestir', y mono 'cosa', quizá a través del francés kimono)
- Koto (koto)
- Manga (de manga, y este de man 'caprichoso, involuntario, improvisado' y ga 'imagen'; referido al cómic de origen japonés)
- Maque (de makie 'barniz de oro o plata', y este de maki-, de la raíz de maku 'sembrar, diseminar', 'esparcir', y e 'dibujo')
- Té matcha (matcha)
- Mikado, micado (de mikado, de mi- 'sublime' y kado 'puerta', nombre referido originalmente a la puerta del palacio imperial)
- Ninja (voz japonesa)
- Nipón, nipona (de Nippon, y este de nip-, variante de nichi 'sol', y -pon, variante de hon 'origen')
- Nunchaku o nunchaco (nunchaku)
- Origami (de origami, de oru 'plegar' y -gami 'papel')
- Otaku (otaku)
- Pachinko (pachinko)
- Ramen (rāmen)
- Sake (sake)
- Sakura (sakura)
- Samurái, samuray (de samurai, y este derivado de samurau 'servir')
- Sashimi (sashimi)
- Sen (sen; referido a la antigua moneda japonesa de cobre)
- Senpai (senpai)
- Sensei (sensei)
- Seppuku (seppuku)
- Shamisen (shamisen)
- Sintoísmo (del japonés shintō 'sintoísmo' e -ismo)
- Sogún (shōgun 'general')
- Soja (del latín científico soja, y este del japonés shōyu, voz de origen chino)
- Sudoku (de sūdoku, y este de sū[ji] 'número' y doku[shin] 'soltería', abreviatura de sūji wa dokushin ni kagiru 'los números solo pueden aparecer una vez', nombre original de este pasatiempo)
- Sumo (sumō; referido al arte marcial de origen japonés)
- Surimi (surimi)
- Sushi (voz japonesa, y esta de su- 'ácido' y -shi 'es')
- Taiko (taiko)
- Tanka (tanka; referido al poema de origen japonés que consta de cinco versos, pentasílabos el primero y el tercero, y heptasílabos los restantes)
- Tatami (de tatami, y este derivado de tatamu 'doblar')
- Tempura (tempura)
- Teriyaki (teriyaki)
- Tofu (del inglés tofu, este del japonés tōfu)
- Tsunami (del inglés tsunami, y este del japonés tsunami, Yudo]] (de tsu 'puerto' y nami 'ola')
- Umami (umami)
- Yakuza (yakuza)
- Yen (del portugués yen, este del japonés en)
- Yudo (de jūdō, y este de jū 'amable', 'discreto' y dō 'camino')
- Yudoca (de jūdōka, y este de jūdō 'yudo' y ka 'practicante, especialista')
- Wasabi (wasabi)
- Zen (zen)